# 菅野友恵
菅野 友恵（かんの ともえ）は、日本の脚本家。千葉県出身。

## 作品

### 映画
- 時をかける少女（2010年3月13日、脚本）[1]
- BUNGO -日本文学シネマ-（2010年5月8日、脚本）
  - 「黄金風景」[2]
  - 「富美子の足」[3]
- 乱反射（2011年8月6日、脚本）[4]
- BUNGO〜ささやかな欲望〜 見つめられる淑女たち編
  - 「注文の多い料理店」（2012年9月29日、脚本）[5]
- 陽だまりの彼女（2013年10月12日、脚本）[6]
- MIRACLE デビクロくんの恋と魔法（2014年11月22日、脚本）[7]
- 味園ユニバース（2015年2月14日、脚本）[8]
- 灰色の烏（2015年3月12日、脚本協力）[9]
- 心に吹く風（2017年6月17日、脚本協力）
- 影踏み（2019年11月15日、脚本）
- 浅田家!（2020年10月2日、脚本）※中野量太との共同脚本[10]
- 夏への扉 -キミのいる未来へ-（2021年6月25日、脚本）
- HOMESTAY (ホームステイ)（2022年2月11日、脚本）
- BLUE GIANT（2023年2月17日、脚本協力）
- わたしの幸せな結婚（2023年3月17日、脚本）

### テレビドラマ
- となりの悪魔ちゃん〜ミズと溝の口〜（フジテレビ：2011年7月16日、脚本）[11]

## 受賞歴
- 第19回ファンタジア国際映画祭・最優秀脚本賞 - 『味園ユニバース』[12]
- 第44回日本アカデミー賞 優秀脚本賞（『浅田家!』、中野量太と共同）[13]